# Stichting Jeugdbelangen
Stichting Jeugdbelangen (afgekort SJB, ook wel Stichting Jeugdbelang of de Jeugd) is een Nederlandse decentrale jongerenorganisatie, enigszins vergelijkbaar met Jong Nederland en Scouting. Zij zet zich in voor kinderen in de leeftijd van ca. 4 - 18. Zij steunen grotendeels op vrijwilligers. 
Na de Tweede Wereldoorlog wilden de Nederlandse bisschoppen een stimulans geven aan de katholieke jeugdwerking. Daarom besloten zij tot standaardisatie van de diverse katholieke jeugdorganisaties. Het werd gestimuleerd om op parochieniveau een Stichting Jeugdbelangen op te richten. Alle lokale groepen zijn zelfstandige stichtingen. De meesten zijn opgericht in de jaren 1950 en 1960. In 1962 waren er in het bisdom 's-Hertogenbosch in 200 parochies stichtingen Jeugdbelangen opgericht of waren er concrete plannen.
Vele lokale groepen bestaan niet meer, maar in bijvoorbeeld Acht, Handel, Loon op Zand, Volkel en Wageningen zijn er nog groepen actief.